# 山川偉也
山川 偉也（やまかわ ひでや、1938年11月30日- ）は、日本の哲学研究者、桃山学院大学名誉教授。専攻はギリシア哲学。

## 来歴
徳島市生まれ。1962年同志社大学文学部文化学科哲学専攻卒業。1967年同大学院文学研究科博士課程単位取得退学。1975年桃山学院大学経済学部助教授。1977年教授。1989年文学部教授。1991年から1993年まで文学部長。2002年法学部教授。2004年から2006年まで文学研究科長。2009年定年退任、名誉教授。1997年アテネ大学名誉哲学博士。

## 著書
- 『人間とイデア』法律文化社、1977
- 『ギリシア人の哲学と世界観』玉川大学出版部、1986
- 『哲学と科学の源流 ギリシア思想家群像』世界思想社、1987　『古代ギリシアの思想』講談社学術文庫、1993
- 『ゼノン4つの逆理 アキレスはなぜ亀に追いつけないか』講談社、1996 　講談社学術文庫、2017
- 『哲学者ディオゲネス 世界市民の原像』講談社学術文庫、2008
- 『ギリシア思想のオデュッセイア』世界思想社、2010
- 『パルメニデス 錯乱の女神の頭上を越えて』講談社選書メチエ、2023

### 共編著
- 『人間-その生死の位相』編　世界思想社、1988
- 『古代地中海世界三千年の旅』編著　へるめす書房、1990
- 『論理開眼 「事・物ノ理ヲ論ラフ学ヒ」としての論理学』清水真一共著　世界思想社、2000
- 『エレアのゼノン 鼎談』平井啓之、村田全共著　桃山学院大学総合研究所、2009

## 翻訳
- アンデルス・ヴェドベリ『プラトンの数理哲学』法律文化社、1975　阪南大学翻訳叢書
- アンドレアス・シュバイザー『プラトン弁証法の研究 『パルメニデス』註釈』法律文化社、1975
- エイブナー・コーエン『二次元的人間 複合社会における権力と象徴の人類学』辰巳浅嗣共訳　法律文化社、1976
- K.I.ブドゥリス『正義・愛・政治』勁草書房、1991
- オデュッセアス・エリティス『アクシオン・エスティ讃えられよ 詩集』監訳　人文書院、2006

## 論文
- Cinii

## 参考
- ギリシア思想のオデュッセイア - 紀伊國屋書店BookWeb
- 山川偉也教授略歴及び著作目録（山川偉也教授退任記念号）「国際文化論集」2009-03、NAID 110007037913